# Riconoscimenti accessori al campionato mondiale di calcio
Al termine di ogni edizione del campionato mondiale di calcio vengono assegnati alcuni premi ai migliori calciatori e squadre a seconda di specifiche categorie.
Al 2022 sono previsti cinque premi:
- Scarpa d'oro dei Mondiali per il miglior marcatore. Viene assegnato dal 1982 e dal 2006 vengono assegnate anche la Scarpa d'argento e la Scarpa di bronzo al secondo e terzo classificato.
- Pallone d'oro dei Mondiali per il miglior giocatore del torneo, assegnato da membri dei media a seguito di una votazione. Viene assegnato dal 1978 e dal 2006 vengono assegnati anche il Pallone d'argento e il Pallone di bronzo al secondo e terzo classificato.
- Guanto d'oro per il miglior portiere. Viene assegnato dal 1994.
- Premio FIFA Fair Play per la squadra più corretta. Viene assegnato dal 1978.
- Miglior giovane per il miglior Under-21. Viene assegnato dal 2006.

Inoltre l'All-Star Team comprende i migliori giocatori del torneo e viene stilato dal 1994.
Dal 1994 al 2006 è stato anche assegnato il premio Squadra più divertente alla squadra che aveva divertito maggiormente il pubblico.

## Scarpa d'oro
La Scarpa d'oro (Scarpa d'oro adidas per ragioni di sponsorizzazione, in inglese adidas Golden Shoe Award o anche Golden Boot, in francese Distinction Soulier d'Or adidas, in spagnolo Bota de oro de adidas, in tedesco Goldener Schuh von adidas) viene assegnata al miglior marcatore di ogni fase finale dei Mondiali.
Un gruppo tecnico di studio della FIFA ha deciso che in caso di parità venga preso in considerazione il numero di assist per determinare il vincitore. In caso di ulteriore pareggio si controlla il giocatore con il minor numero di minuti giocati e quindi con la migliore media realizzativa.
Il premio viene consegnato dall'edizione del 1982, mentre il miglior marcatore dei precedenti tornei è insignito ufficialmente del titolo di capocannoniere. Dall'edizione del 2006 vengono assegnate anche la Scarpa d'argento e la Scarpa di bronzo rispettivamente al secondo e al terzo classificato.
| Edizione            | Capocannoniere                                                               | Nazionale                                         | Gol | Club di militanza                                                                 |
| ------------------- | ---------------------------------------------------------------------------- | ------------------------------------------------- | --- | --------------------------------------------------------------------------------- |
| Uruguay 1930        | Guillermo Stábile                                                            | Argentina                                         | 8   | Huracán                                                                           |
| Italia 1934         | Oldřich Nejedlý                                                              | Cecoslovacchia                                    | 5   | Sparta Praga                                                                      |
| Francia 1938        | Leônidas                                                                     | Brasile                                           | 7   | Flamengo                                                                          |
| Brasile 1950        | Ademir                                                                       | Brasile                                           | 9   | Vasco da Gama                                                                     |
| Svizzera 1954       | Sándor Kocsis                                                                | Ungheria                                          | 11  | Honvéd                                                                            |
| Svezia 1958         | Just Fontaine                                                                | Francia                                           | 13  | Stade Reims                                                                       |
| Cile 1962           | Flórián Albert Valentin Ivanov Dražan Jerković Leonel Sánchez Garrincha Vavá | Ungheria Unione Sovietica Jugoslavia Cile Brasile | 4   | Ferencváros Torpedo Mosca Dinamo Zagabria Universidad de Chile Palmeiras Botafogo |
| Inghilterra 1966    | Eusébio                                                                      | Portogallo                                        | 9   | Benfica                                                                           |
| Messico 1970        | Gerd Müller                                                                  | Germania Ovest                                    | 10  | Bayern Monaco                                                                     |
| Germania Ovest 1974 | Grzegorz Lato                                                                | Polonia                                           | 7   | Lokeren                                                                           |
| Argentina 1978      | Mario Kempes                                                                 | Argentina                                         | 6   | Valencia                                                                          |

| Edizione                    | Scarpa d'oro                 | Gol | Club di militanza      |
| --------------------------- | ---------------------------- | --- | ---------------------- |
| Spagna 1982                 | Paolo Rossi                  | 6   | Juventus               |
| Messico 1986                | Gary Lineker                 | 6   | Everton                |
| Italia 1990                 | Salvatore Schillaci          | 6   | Juventus               |
| USA 1994                    | Hristo Stoičkov Oleg Salenko | 6   | Barcellona CD Logroñés |
| Francia 1998                | Davor Šuker                  | 6   | Real Madrid            |
| Corea del Sud/Giappone 2002 | Ronaldo                      | 8   | Inter                  |

| Edizione       | Scarpa d'oro                         | Gol | Scarpa d'argento  | Gol | Scarpa di bronzo | Gol |
| -------------- | ------------------------------------ | --- | ----------------- | --- | ---------------- | --- |
| Germania 2006  | Miroslav Klose ( Werder Brema)       | 5   | Hernán Crespo     | 3   | Ronaldo          | 3   |
| Sudafrica 2010 | Thomas Müller ( Bayern Monaco)       | 5   | David Villa       | 5   | Wesley Sneijder  | 5   |
| Brasile 2014   | James Rodríguez ( Monaco)            | 6   | Thomas Müller     | 5   | Lionel Messi     | 4   |
| Russia 2018    | Harry Kane ( Tottenham)              | 6   | Antoine Griezmann | 4   | Romelu Lukaku    | 4   |
| Qatar 2022     | Kylian Mbappé ( Paris Saint-Germain) | 8   | Lionel Messi      | 7   | Olivier Giroud   | 4   |

## Pallone d'oro
Il Pallone d'oro dei Mondiali (Pallone d'oro adidas per ragioni di sponsorizzazione, in inglese adidas Golden Ball, in francese Ballon d'Or adidas, in spagnolo Balón de oro de adidas, in tedesco Goldener Ball von adidas o adidas Goldener Ball) viene assegnato al miglior giocatore di ogni edizione della Coppa del Mondo. Il comitato tecnico della FIFA stila una corta lista di candidati da cui dei rappresentanti dei media votano il vincitore. Il secondo e terzo classificato in base al numero di voti ricevono rispettivamente il Pallone d'argento e il Pallone di bronzo.
Il premio viene assegnato dall'edizione del 1978.
| Edizione                    | Pallone d'oro                       | Pallone d'argento | Pallone di bronzo      |
| --------------------------- | ----------------------------------- | ----------------- | ---------------------- |
| Argentina 1978              | Mario Kempes ( Valencia)            | Paolo Rossi       | Dirceu                 |
| Spagna 1982                 | Paolo Rossi ( Juventus)             | Falcão            | Karl-Heinz Rummenigge  |
| Messico 1986                | Diego Armando Maradona ( Napoli)    | Harald Schumacher | Preben Elkjær          |
| Italia 1990                 | Salvatore Schillaci ( Juventus)     | Lothar Matthäus   | Diego Armando Maradona |
| USA 1994                    | Romário ( Barcellona)               | Roberto Baggio    | Hristo Stoičkov        |
| Francia 1998                | Ronaldo ( Inter)                    | Davor Šuker       | Lilian Thuram          |
| Corea del Sud/Giappone 2002 | Oliver Kahn ( Bayern Monaco)        | Ronaldo           | Hong Myung-bo          |
| Germania 2006               | Zinédine Zidane ( Real Madrid)      | Fabio Cannavaro   | Andrea Pirlo           |
| Sudafrica 2010              | Diego Forlán ( Atlético Madrid)     | Wesley Sneijder   | David Villa            |
| Brasile 2014                | Lionel Messi ( Barcellona)          | Thomas Müller     | Arjen Robben           |
| Russia 2018                 | Luka Modrić ( Real Madrid)          | Eden Hazard       | Antoine Griezmann      |
| Qatar 2022                  | Lionel Messi ( Paris Saint-Germain) | Kylian Mbappé     | Luka Modrić            |

## Guanto d'oro
Il Guanto d'oro (in inglese Golden Glove Award, in francese Prix gant d'or, in spagnolo Premio Guante de oro, in tedesco Torwarthandschuh goldener trophäe) è attribuito al miglior portiere di ogni fase finale dei mondiali.
Fino al 2006 era denominato Premio Yashin (propriamente Premio Jašin per il miglior portiere, in inglese Yashin Award for the Best Goalkeeper, in francese Prix Yashin du meilleur gardien de but, in spagnolo Premio Yashin para el mejor guardameta, in tedesco Yashin-Preis für den besten Torhüter) e doveva il suo nome a Lev Jašin, portiere della nazionale sovietica.
Il gruppo tecnico di studio della FIFA seleziona il miglior portiere in base alle sue prestazioni durante tutto il torneo. Il portiere che viene onorato di questo trofeo è inoltre eleggibile come miglior giocatore assoluto, come accaduto a Oliver Kahn che nel 2002 li vinse entrambi.
Questo premio è stato assegnato per la prima volta nel 1994.
| Edizione                    | Premio Yashin      | Club di militanza |
| --------------------------- | ------------------ | ----------------- |
| USA 1994                    | Michel Preud'homme | Malines           |
| Francia 1998                | Fabien Barthez     | Monaco            |
| Corea del Sud/Giappone 2002 | Oliver Kahn        | Bayern Monaco     |
| Germania 2006               | Gianluigi Buffon   | Juventus          |
| Edizione                    | Guanto d'oro       |                   |
| Sudafrica 2010              | Iker Casillas      | Real Madrid       |
| Brasile 2014                | Manuel Neuer       | Bayern Monaco     |
| Russia 2018                 | Thibaut Courtois   | Chelsea           |
| Qatar 2022                  | Emiliano Martínez  | Aston Villa       |

## Trofeo FIFA Fair Play
Il Trofeo FIFA Fair Play (in inglese FIFA Fair Play Award, in francese Distinction Fair-play de la FIFA, in spagnolo Premio Fair Play de la FIFA, in tedesco FIFA-Fairplay-Preis) è basato sulla valutazione della condotta delle squadre dentro e fuori dal terreno di gioco da parte del Gruppo di Studio Tecnico FIFA. Solo le squadre che accedono al secondo turno posso ambire a questo riconoscimento. Ai vincitori vengono consegnati il trofeo FIFA Fair Play, un diploma, una medaglia per ogni giocatore e dirigente e un assegno di 50.000 $ da utilizzare per l'acquisto di equipaggiamento sportivo per lo sviluppo del settore giovanile.
Il premio viene assegnato dall'edizione del 1978.
| Edizione                    | Trofeo FIFA Fair Play |
| --------------------------- | --------------------- |
| Messico 1970                | Perù                  |
| Germania Ovest 1974         | Germania Ovest        |
| Argentina 1978              | Argentina             |
| Spagna 1982                 | Brasile               |
| Messico 1986                | Brasile               |
| Italia 1990                 | Inghilterra           |
| USA 1994                    | Brasile               |
| Francia 1998                | Inghilterra Francia   |
| Corea del Sud/Giappone 2002 | Belgio                |
| Germania 2006               | Brasile Spagna        |
| Sudafrica 2010              | Spagna                |
| Brasile 2014                | Colombia              |
| Russia 2018                 | Spagna                |
| Qatar 2022                  | Inghilterra           |

## Miglior giovane
Il premio Miglior giovane (Miglior giovane Gillette per ragioni di sponsorizzazione, in inglese Gillette Best Young Player, in francese Meilleur jeune Gillette, in spagnolo El Mejor Jugador Juvenil de Gillette, in tedesco Best Nachwuchssplieler von Gillette) viene assegnato al miglior giocatore della Coppa del Mondo che non superi l'età di 21 anni. L'elezione si tiene sul sito ufficiale della FIFA con l'ausilio del gruppo di studio tecnico del massimo ente calcistico.
La FIFA inoltre, in occasione della prima assegnazione del premio, ha organizzato un sondaggio tramite Internet per scegliere il miglior giovane dei Mondiali fra il 1958 e il 2002, che fu vinto da Pelé.
| Edizione                    | Miglior giovane   | Età | Club di militanza |
| --------------------------- | ----------------- | --- | ----------------- |
| Svezia 1958                 | Pelé              | 17  | Santos            |
| Cile 1962                   | Flórián Albert    | 20  | Ferencváros       |
| Inghilterra 1966            | Franz Beckenbauer | 20  | Bayern Monaco     |
| Messico 1970                | Teófilo Cubillas  | 21  | Alianza Lima      |
| Germania 1974               | Władysław Żmuda   | 20  | Gwardia Varsavia  |
| Argentina 1978              | Antonio Cabrini   | 20  | Juventus          |
| Spagna 1982                 | Manuel Amoros     | 21  | Monaco            |
| Messico 1986                | Enzo Scifo        | 20  | Anderlecht        |
| Italia 1990                 | Robert Prosinečki | 21  | Stella Rossa      |
| USA 1994                    | Marc Overmars     | 21  | Ajax              |
| Francia 1998                | Michael Owen      | 18  | Liverpool         |
| Corea del Sud/Giappone 2002 | Landon Donovan    | 20  | S.J. Earthquakes  |

Il premio Miglior giovane è stato assegnato per la prima volta nel 2006.
| Edizione       | Miglior giovane | Età | Club di militanza   |
| -------------- | --------------- | --- | ------------------- |
| Germania 2006  | Lukas Podolski  | 21  | Bayern Monaco       |
| Sudafrica 2010 | Thomas Müller   | 20  | Bayern Monaco       |
| Brasile 2014   | Paul Pogba      | 21  | Juventus            |
| Russia 2018    | Kylian Mbappé   | 19  | Paris Saint-Germain |
| Qatar 2022     | Enzo Fernández  | 21  | Benfica             |

## All-Star Team
L'All-Star Team (fino al 2006 MasterCard All-Star Team per motivi di sponsorizzazione) è una selezione dei migliori giocatori, scelti tra quelli che hanno partecipato alla fase finale della Coppa del Mondo fino al 2006 dal gruppo di studio tecnico della FIFA e dal 2010 dagli utenti del sito della FIFA.
L'All-Star Team fu stilato per la prima volta alla fine della Coppa del Mondo 1994 e comprendeva 11 giocatori. Il numero dei calciatori fu aumentato a 16 nell'edizione del 1998, nel 2006 passò a 23 per poi tornare a 11 nel 2010.
| Edizione                     | Portieri                              | Difensori                                                                                               | Centrocampisti                                                                                           | Attaccanti                                                                     |
| ---------------------------- | ------------------------------------- | --- | --- | ------------------------------------------------------------------------------ |
| Uruguay 1930                 | Enrique Ballestrero                   | José Nasazzi Milutin Ivković                                                                            | Luis Monti Álvaro Gestido José Leandro Andrade                                                           | Pedro Cea Héctor Castro Héctor Scarone Guillermo Stábile Bert Patenaude        |
| Italia 1934                  | Ricardo Zamora                        | Jacinto Quincoces Eraldo Monzeglio                                                                      | Luis Monti Attilio Ferraris Leonardo Cilaurren                                                           | Giuseppe Meazza Raimundo Orsi Enrique Guaita Matthias Sindelar Oldřich Nejedlý |
| Francia 1938                 | František Plánička                    | Pietro Rava Alfredo Foni Domingos da Guia                                                               | Michele Andreolo Ugo Locatelli                                                                           | Silvio Piola Gino Colaussi György Sárosi Gyula Zsengellér Leônidas             |
| Brasile 1950                 | Roque Máspoli                         | Erik Nilsson José Parra Víctor Rodríguez Andrade                                                        | Obdulio Varela Bauer Alcides Ghiggia Jair                                                                | Zizinho Ademir Juan Alberto Schiaffino                                         |
| Svizzera 1954                | Gyula Grosics                         | Ernst Ocwirk Djalma Santos José Santamaría                                                              | Fritz Walter József Bozsik Nándor Hidegkuti Zoltán Czibor                                                | Helmut Rahn Ferenc Puskás Sándor Kocsis                                        |
| Svezia 1958                  | Harry Gregg                           | Djalma Santos Bellini Nílton Santos                                                                     | Danny Blanchflower Didi Gunnar Gren Raymond Kopa                                                         | Pelé Garrincha Just Fontaine                                                   |
| Cile 1962                    | Viliam Schrojf                        | Djalma Santos Cesare Maldini Valerij Voronin Karl-Heinz Schnellinger                                    | Mário Zagallo Zito Josef Masopust                                                                        | Vavá Garrincha Leonel Sánchez                                                  |
| Inghilterra 1966             | Gordon Banks                          | George Cohen Bobby Moore Vicente Silvio Marzolini                                                       | Franz Beckenbauer Mário Coluna Bobby Charlton                                                            | Flórián Albert Uwe Seeler Eusébio                                              |
| Messico 1970                 | Ladislao Mazurkiewicz                 | Carlos Alberto Atilio Ancheta Franz Beckenbauer Giacinto Facchetti                                      | Gérson Rivelino Bobby Charlton                                                                           | Pelé Gerd Müller Jairzinho                                                     |
| Germania Ovest 1974          | Sepp Maier                            | Wim Suurbier Franz Beckenbauer Berti Vogts Marinho Chagas                                               | Wolfgang Overath Kazimierz Deyna Johan Neeskens                                                          | Rob Rensenbrink Johan Cruijff Grzegorz Lato                                    |
| Argentina 1978               | Ubaldo Fillol                         | Berti Vogts Ruud Krol Daniel Passarella Alberto Tarantini                                               | Dirceu Teófilo Cubillas Rob Rensenbrink                                                                  | Roberto Bettega Paolo Rossi Mario Kempes                                       |
| Spagna 1982                  | Dino Zoff                             | Luizinho Júnior Claudio Gentile Fulvio Collovati                                                        | Zbigniew Boniek Falcão Michel Platini Zico                                                               | Paolo Rossi Karl-Heinz Rummenigge                                              |
| Messico 1986                 | Jean-Marie Pfaff                      | Josimar Manuel Amoros Júlio César                                                                       | Jan Ceulemans Jean Tigana Michel Platini Diego Armando Maradona                                          | Preben Elkjær Larsen Emilio Butragueño Gary Lineker                            |
| Italia 1990                  | Sergio Goycochea Luis Gabelo Conejo   | Andreas Brehme Paolo Maldini Franco Baresi                                                              | Diego Armando Maradona Lothar Matthäus Dragan Stojković Paul Gascoigne                                   | Salvatore Schillaci Roger Milla Jürgen Klinsmann                               |
| USA 1994                     | Michel Preud'homme                    | Jorginho Márcio Santos Paolo Maldini                                                                    | Dunga Krasimir Balăkov Gheorghe Hagi Tomas Brolin                                                        | Romário Roberto Baggio Hristo Stoičkov                                         |
| Francia 1998                 | Fabien Barthez José Luis Chilavert    | Roberto Carlos Marcel Desailly Lilian Thuram Frank de Boer Carlos Gamarra                               | Dunga Rivaldo Michael Laudrup Zinédine Zidane Edgar Davids                                               | Ronaldo Davor Šuker Brian Laudrup Dennis Bergkamp                              |
| Corea del Sud/ Giappone 2002 | Oliver Kahn Rüştü Reçber              | Roberto Carlos Sol Campbell Fernando Hierro Hong Myung-bo Alpay Özalan                                  | Rivaldo Ronaldinho Michael Ballack Claudio Reyna Yoo Sang-chul                                           | Ronaldo Miroslav Klose El Hadji Diouf Hasan Şaş                                |
| Germania 2006                | Gianluigi Buffon Jens Lehmann Ricardo | Roberto Ayala John Terry Lilian Thuram Philipp Lahm Fabio Cannavaro Gianluca Zambrotta Ricardo Carvalho | Zé Roberto Patrick Vieira Zinédine Zidane Michael Ballack Andrea Pirlo Gennaro Gattuso Luís Figo Maniche | Hernán Crespo Thierry Henry Miroslav Klose Francesco Totti Luca Toni           |
| Sudafrica 2010               | Iker Casillas                         | Philipp Lahm Maicon Carles Puyol Sergio Ramos                                                           | Andrés Iniesta Bastian Schweinsteiger Wesley Sneijder Xavi                                               | Diego Forlán David Villa                                                       |
| Brasile 2014                 | Manuel Neuer                          | David Luiz Mats Hummels Marcelo Thiago Silva                                                            | Ángel Di María James Rodríguez Toni Kroos                                                                | Lionel Messi Thomas Müller Neymar                                              |
| Russia 2018                  | Thibaut Courtois                      | Benjamin Pavard Raphaël Varane Dejan Lovren Kieran Trippier                                             | N'Golo Kanté Luka Modrić Kevin De Bruyne                                                                 | Eden Hazard Harry Kane Kylian Mbappé                                           |
| Qatar 2022                   | Emiliano Martinez                     | Theo Hernandez Cristian Romero Joško Gvardiol Achraf Hakimi                                             | Sofyan Amrabat Luka Modrić Antoine Griezmann                                                             | Lionel Messi Olivier Giroud Kylian Mbappé                                      |

19 calciatori sono stati inseriti per due volte nell'All-Star Team: Pelé (1958 e 1970); Garrincha (1958 e 1962); Rob Rensenbrink (1974 e 1978), Paolo Rossi (1978 e 1982); Michel Platini (1982 e 1986); Diego Armando Maradona (1986 e 1990); Paolo Maldini (1990 e 1994); Dunga (1994 e 1998); Roberto Carlos, Rivaldo e Ronaldo (1998 e 2002); Lilian Thuram e Zinédine Zidane (1998 e 2006); Michael Ballack e Miroslav Klose (2002 e 2006); Philipp Lahm (2006 e 2010) Lionel Messi (2014 e 2022), Kylian Mbappé (2018 e 2022), Luka Modric (2018 e 2022).  Solo due calciatori sono stati inseriti per 3 volte nell'All Star Team: Djalma Santos (1954, 1958 e 1962) e Franz Beckenbauer (1966, 1970 e 1974).

## Squadra più divertente
Il Premio FIFA per la squadra più divertente (in inglese FIFA Award for the most entertaining team, in francese Distinction de l'équipe la plus attrayante de la FIFA, in spagnolo Premio FIFA para el equipo más entretenido, in tedesco FIFA-Auszeichnung für die unterhaltsamste Mannschaft) era un premio soggettivo che veniva attribuito alla squadra che dimostrava l'approccio più attivo e positivo alla partita e che riusciva a divertire maggiormente il pubblico.
Il titolo è stato assegnato dal 1994 al 2006, dal 2002 tramite un sondaggio online.
| Edizione                    | Squadra più divertente |
| --------------------------- | ---------------------- |
| USA 1994                    | Brasile                |
| Francia 1998                | Francia                |
| Corea del Sud/Giappone 2002 | Corea del Sud          |
| Germania 2006               | Portogallo             |